# Fotbalový Klub Teplice
El Fotbalový Klub Teplice es un club de fútbol checo de la ciudad de Teplice, a 80 km al norte de Praga. Fue fundado en 1945 y juega en la Synot liga.

## Historia
El club fue fundado después de la Segunda Guerra Mundial en 1945. El club avanzó a la Primera División de Checoslovaquia en tan sólo tres años después de su fundación, jugó en su mayoría en la primera y segunda división de Checoslovaquia. 
El FK Teplice fue subcampeón de la liga checa en 1998-99 y llegó a disputar la UEFA Champions League 1999-2000. El club ganó posteriormente la Copa Checa en 2003.

## Nombres anteriores
- 1945 – SK Teplice
- 1948 – Sokol Teplice
- 1949 – Technomat Teplice
- 1951 – Vodotechna Teplice
- 1952 – Ingstav Teplice
- 1953 – Tatran Teplice
- 1960 – Slovan Teplice
- 1966 – Sklo Union Teplice
- 1992 – FK Teplice

## Uniforme
- Uniforme titular: Camiseta amarilla, pantalón azul, medias amarillas.
- Uniforme alternativo: Camiseta, pantalón y medias blancas.

## Jugadores

### Plantilla 2024/2025
- = Lesionado de larga duración
- = Capitán

## Palmarés

### Títulos nacionales (2)
- Copa de la República Checa (2): 2003, 2009

- Subcampeón de la Liga de Fútbol de la República Checa (1): 1998-99